# Опет сам се заљубио
Опет сам се заљубио је девети студијски албум Халида Бешлића. Издат је 1990. године. Издавачка кућа је Дискотон.

## Песме
1. Море и планине
2. Сарајево срећо моја
3. Опет сам се заљубио
4. Лете птице, лете јата
5. Гордана
6. Златна чаша
7. Златне нити
8. Суморне јесени